# Galder
Galder es un compositor, guitarrista, y vocalista noruego cuyo nombre verdadero es Thomas Rune Andersen. 
Es un miembro fundador de la banda de Black metal Old Man's Child así como uno de los guitarristas en Dimmu Borgir. En 1993, bajo el nombre artístico de Grusom, él, Jardar y Tjodalv crearon Old Man's Child. Galdervip es también un multinstrumentista talentoso. Tocó el bajo, los sintetizadores, y la guitarra en algunos de los antiguos álbumes de Old Man's Child. Se unió a Dimmu Borgir en 2001 pero ha mantenido Old Man's Child vivo.
Galder ha trabajado también con otras bandas noruegas como Dødheimsgard. El miembro de Dødheimsgard Aldrahn escribió algunos de las líricas para el álbum demo de Old Man's Child In the Shades of Life.

## Discografía

### Con Old Man's Child
- In the Shades of Life (1994)
- Born of the Flickering (1995)
- The Pagan Prosperity (1997)
- Ill-Natured Spiritual Invasion (1998)
- Revelation 666 - The Curse of Damnation (2000)
- In Defiance of Existence (2003)
- Vermin (2005)
- Slaves of the World (2009)

### Con Dimmu Borgir
- Puritanical Euphoric Misanthropia (2001)
- World Misanthropy (2002) (DVD)
- Death Cult Armageddon (2003)
- In Sorte Diaboli (2007)
- The Invaluable Darkness (2008) (DVD)
- Gateways  (2010) (Sencillo)
- Abrahadabra (2010)

### Con Dødheimsgard
- Satanic Art (1998)

- Datos: Q786675
- Multimedia: Thomas Rune Andersen / Q786675